# Seleção Chilena de Voleibol Masculino

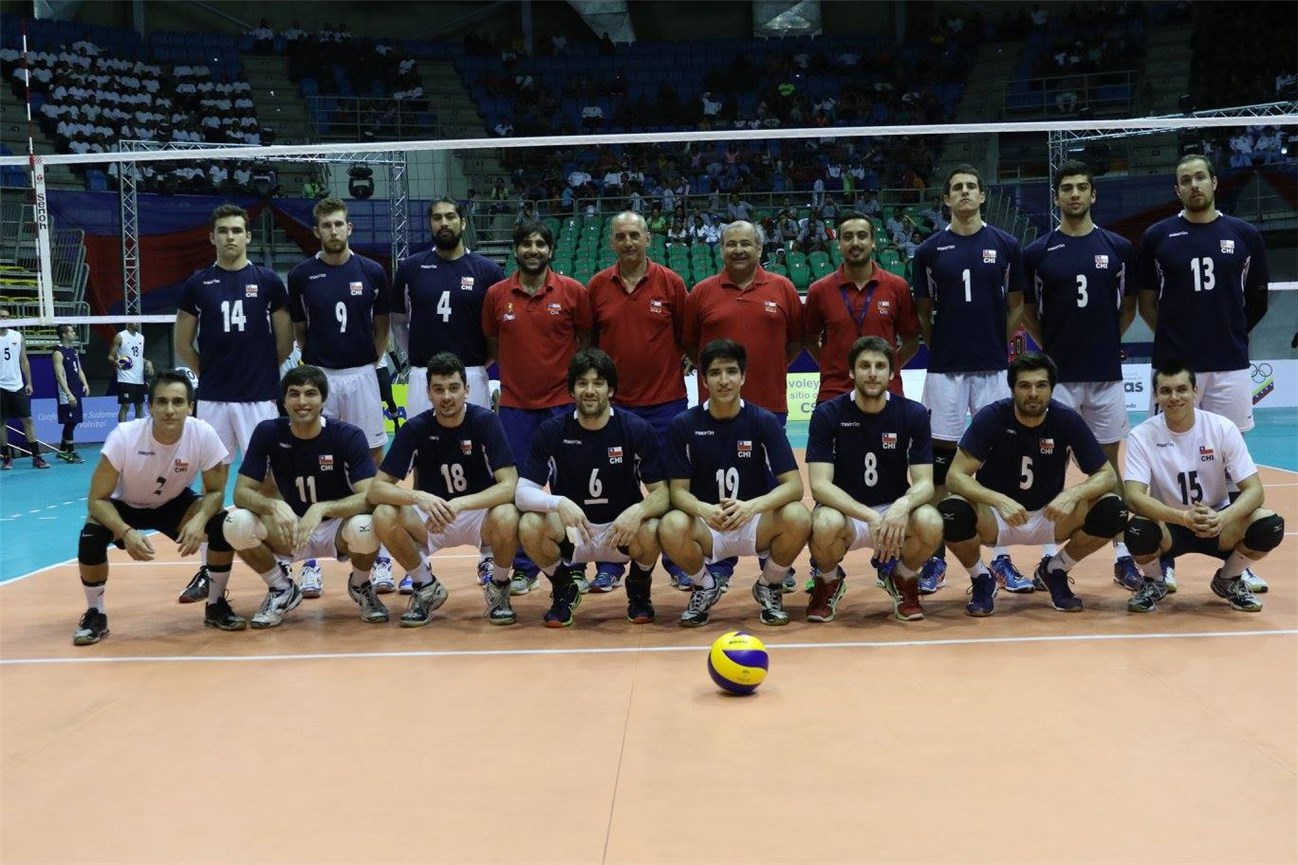
Seleção do Chile em 2015.

A seleção chilena de voleibol masculino é uma equipe sul-americana composta pelos melhores jogadores de voleibol do Chile. A equipe é mantida pela Federação de Voleibol de Chile (em castelhano:  Federación Chilena de Voleibol, FEVOCHI). Atualmente, encontra-se na 25ª posição do ranking mundial da FIVB segundo dados de 30 de agosto de 2023.

## Resultados obtidos nos principais campeonatos

### Jogos Olímpicos
A seleção chilena nunca participou dos Jogos Olímpicos.

### Campeonato Mundial
| Ano  | Sede      | Classificação |
| ---- | --------- | ------------- |
| 1982 | Argentina | 23º           |

### Copa do Mundo
| Ano  | Sede  | Classificação |
| ---- | ----- | ------------- |
| 1991 | Japão | 12º           |

### Copa dos Campeões
A seleção chilena nunca participou da Copa dos Campeões.

### Liga das Nações
A seleção chilena nunca participou da Liga das Nações.

### Liga Mundial
A seleção chilena nunca participou da Liga Mundial.

### Challenger Cup
| Ano  | Sede       | Classificação |
| ---- | ---------- | ------------- |
| 2018 | Matosinhos | 5º            |
| 2019 | Liubliana  | 6º            |
| 2022 | Seul       | 8º            |
| 2023 | Doha       | 4º            |
| 2024 | Linyi      | 7º            |

### Copa Pan-Americana
| Ano  | Sede             | Classificação |
| ---- | ---------------- | ------------- |
| 2016 | Cidade do México | 7º            |
| 2018 | Córdoba          | 8º            |
| 2019 | Colima           | 4º            |
| 2022 | Gatineau         | 4º            |
| 2023 | Guadalajara      | 3º            |

### Campeoanato Sul-Americano
| Ano  | Sede            | Classificação |
| ---- | --------------- | ------------- |
| 1956 | Montevidéu      | 5º            |
| 1958 | Mar del Plata   | 5º            |
| 1961 | Lima            | 2º            |
| 1962 | Santiago        | 5º            |
| 1964 | Buenos Aires    | 3º            |
| 1969 | Caracas         | 4º            |
| 1971 | Montevidéu      | 4º            |
| 1973 | Bucaramanga     | 4º            |
| 1975 | Assunção        | 3º            |
| 1979 | Rosário         | 4º            |
| 1981 | Santiago        | 3º            |
| 1983 | São Paulo       | 3º            |
| 1987 | Montevidéu      | 5º            |
| 1991 | São Paulo       | 5º            |
| 1993 | Córdova         | 3º            |
| 1995 | Porto Alegre    | 4º            |
| 1997 | Caracas         | 5º            |
| 2003 | Rio de Janeiro  | 4º            |
| 2005 | Lages           | 5º            |
| 2007 | Santiago        | 4º            |
| 2009 | Bogotá          | 5º            |
| 2011 | Cuiabá          | 5º            |
| 2013 | Cabo Frio       | 4º            |
| 2015 | Maceió          | 5º            |
| 2017 | Santiago–Temuco | 4º            |
| 2019 | Santiago–Temuco | 3º            |
| 2021 | Brasília        | 3º            |
| 2023 | Recife          | 4º            |

### Jogos Pan-Americanos
| Ano  | Sede      | Classificação |
| ---- | --------- | ------------- |
| 1963 | São Paulo | 4º            |
| 1971 | Cáli      | 7º            |
| 2019 | Lima      | 4º            |
| 2023 | Santiago  | 7º            |

### Copa América de Voleibol
A seleção chilena nunca participou da Copa América.

## Equipe atual
Última convocação realizada para a disputa do Campeonato Sul-Americano de 2021:

Técnico:  Daniel Nejamkin
| Camisa | Nome                | Posição    | Altura(m) | Peso(kg) | Clube atual       |
| ------ | ------------------- | ---------- | --------- | -------- | ----------------- |
| 1      | Simon Guerra        | central    | 1,98      | 73       | Polonia London    |
| 2      | Vicente Ibarra      | ponteiro   | 2,02      | 90       | -                 |
| 3      | Gabriel Araya       | ponteiro   | 1,97      | 92       | AS Kerkis         |
| 4      | Tomás Parraguirre   | oposto     | 1,97      | 111      | Arona Intersport  |
| 7      | Rafael Albornoz     | ponteiro   | 1,94      | 85       | CD Cisneros Alter |
| 8      | Yordan Araya        | oposto     | 1,93      | -        | Club Doñihue      |
| 9      | Dusan Bonacic       | ponteiro   | 1,97      | 93       | Ciudad Voley      |
| 11     | Vicente Parraguirre | ponteiro   | 1,94      | 91       | Ciudad Voley      |
| 13     | Lucas Lavin         | líbero     | 1,87      | 74       | Stadio Italiano   |
| 14     | Esteban Villarreal  | levantador | 1,93      | 83       | CD Cisneros Alter |
| 16     | Tomas Gago Murtagh  | central    | 1,98      | 95       | -                 |
| 17     | Jaime Bravo         | ponteiro   | 1,80      | 70       | Full Voley        |
| 19     | Matías Banda        | levantador | 1,90      | 83       | VKP Bratislava    |